# 1171
L'any 1171 (MCLXXI) va ser un any comú que començava en divendres del calendari julià.

## Esdeveniments
- Saladí acaba amb el domini fatimita a Egipte.
- El 5 de gener, l'arquebisbe de Tarragona Guillem de Torroja signa el document donat a poblar el poble d'Alió, avui dia a l'Alt Camp.

## Naixements
- 15 d'agost - Alfons IX de Lleó.

## Necrològiques
- Conan IV el Negre, duc de Bretanya